# 岡田直子
岡田 直子（おかだ なおこ、1984年4月30日 - ）は、日本のお笑いタレント、喜劇女優である。吉本新喜劇の座員。
岡山県総社市出身。吉本興業大阪本社所属。

## 来歴・人物
- 大阪NSC28期生[1]。同期に祇園、すゑひろがりず、ラフ次元、ななまがりなど。
- NSC卒業後は広島よしもとに所属し、2008年10月までお笑いコンビ「ジェンカ」として活動していた。
- 2009年、吉本新喜劇の第5個目金の卵オーディションを受け合格し入団。広島吉本所属時のレギュラー番組出演があったため、入団は同期より半年遅れている[2]。
- 大のアニメ、漫画、声優好き（「新喜劇一のオタク芸人」と呼ばれている）であり、地上波の深夜アニメを週42本視聴している[2]。また、2009年には『ことなかれヒーロー じんじゃーまん』にて、声優としての経験もある。ヒューマン中村が『R-1ぐらんぷり2020』で演じたコントでも声の出演を担当した。実妹は本職の声優をしている。

- 舞台上では、浅香あき恵や島田珠代らと同様に、ブサイクキャラクターとして定着している。
- 同じ吉本新喜劇の服部ひで子、森田まりこと「爆乳三姉妹」を結成し、三女の「おか乳」として活動している。
- フジテレビ系列『博士と助手〜細かすぎて伝わらないモノマネ選手権〜』のオーディションを13年間受け続けては落選を繰り返してきたが、2020年の第3回『ザ・細かすぎて伝わらないモノマネ』オーディションに合格して出場。「ふだん女子力のない女の子から不意に女が出る瞬間」のネタで、そのまま優勝を飾った[3]。

## ギャグ
- 「いや、はや」「ともあれ」等、独特な話し方をする。
- 共演者から薪雑把で叩かれると、両手が肩の上に上がる動きをする。
- 共演者に対して突っ込みを入れたりする際に、饒舌な喋り方になる。舞台から捌けた後も喋り続ける。

## 出演

### テレビ

#### 現在
- よしもと新喜劇（毎日放送）
- よしもと新喜劇NEXT〜小籔千豊には怒られたくない〜（毎日放送）

#### 過去
- デジ生!バなな調査団（テレビ新広島）ジェンカ時代に出演
- ひろしま満点ママ!!（テレビ新広島）ジェンカ時代に出演

### アニメ
- ことなかれヒーロー じんじゃーまん（さつま芋）

### インターネット動画

#### 過去
- ざわざわレボリュージョン（ニコニコ動画）
- 岡田直子のアニメ道（なんばグランド花月チャンネル）

### 舞台
- 朗読劇ボイコメvol.2〜声優×吉本新喜劇（2024年8月17日、COOL JAPAN PARK OSAKA TTホール）[4]